# Жебрак, Антон Романович
Антон Романович Жебрак (бел. Антон Раманавіч Жэбрак, 14 (27) декабря 1901 деревня Збляны, ныне Гродненской обл. — 20 мая 1965) — советский генетик и селекционер. Академик АН БССР (1940), президент АН БССР с мая по ноябрь 1947 года.

## Биография
Родился в крестьянской семье. В годы Первой мировой войны семья эвакуировалась в Тамбовскую губернию. В 1918 году А. Р. Жебрак окончил школу. В том же году вступил в ВКП(б). Участвовал в Гражданской войне.
Высшее образование получил в Московской сельскохозяйственной академии им. К. А. Тимирязева (1925) и Институте красной профессуры (1929). В 1930—1931 годах стажировался в Колумбийском университете (Нью-Йорк) у Л. Денна и в Калифорнийском технологическом институте у Т. Х. Моргана.
С 1929 года доцент, далее — профессор (с 1934 года) и заведующий кафедрой генетики (1934—1948) растений МСХА им. К. А. Тимирязева.
Награждён орденом «Знак Почёта» (06.12.1940) — «в ознаменование 75-летнего юбилея Московской ордена Ленина Сельскохозяйственной Академии имени К. А. Тимирязева, за выдающиеся заслуги в деле развития сельскохозяйственных наук и подготовки высококвалифицированных специалистов сельского хозяйства».
В 1945—1947 годах Жебрак предлагал ряд мер по развитию генетических исследований в СССР, в частности, организацию генетического журнала и создание Института генетики и цитологии на базе лаборатории существующего Института цитологии, эмбриологии и гистологии. Несмотря на поддержку Президиума АН СССР, его инициатива заглохла из-за противодействия пользовавшегося благосклонностью Сталина Трофима Лысенко.
В мае 1947 года он становится президентом Академии Наук БССР. В 1947 году в публикации А. Р. Жебрака в журнале «Science» партийное руководство БССР усмотрело клевету на советских учёных, а сама публикация была названа «антипатриотической акцией». За это, а также за открытое выступление против Т. Д. Лысенко был смещён с должности президента АН БССР.
В 1948 году — профессор кафедры ботаники в Московском лесотехническом институте, а с 1949 г. — кафедры ботаники Московского фармацевтического института. С 1957 года сотрудник лаборатории полиплоидии при Институте биологии Академии наук БССР.
В 1955 году подписал «Письмо трёхсот».
Помимо академической, А. Р. Жебрак вел общественную и партийную работу. В 1945—1946 годах он заведовал отделом Управления пропаганды и агитации ЦК КПСС. В 1945 году в составе делегации Белорусской ССР участвовал в подписании Устава ООН.
Основные научные работы — в области генетики пшениц и гречихи. А. Р. Жебраку удалось получить несколько полиплоидных межвидовых гибридов пшениц. Автор 70 научных работ, в том числе 3 монографий.
Похоронен на Введенском кладбище в Москве (9 уч.).

## Память
Имя А. Р. Жебрака носят улицы в Минске в Зельве.

## Основные работы
- Жебрак А. Р. Синтез новых видов пшениц. М.: Сельхозгиз, 1944. 53 с.
- Жебрак А. Р. Полиплоидные виды пшениц. М.: Изд-во АН СССР, 1957. 125 с.
- Жебрак А. Р. Курс ботаники (Для студентов фармацевтических институтов). М.: Медгиз, 1959. 524 с.

## Факты
Юрий Герман в трилогии о медиках (трилогия «Дело, которому ты служишь», «Дорогой мой человек», «Я отвечаю за всё», 1958—1965) вывел Воскобойника под именем убитого партизанами бургомистра Жебрака. 
Соответствующая книга писалась в пору борьбы с «вейсманистами-морганистами», поэтому предателя наградили фамилией видного генетика-академика А. Р. Жебрака.